# Ladislav Dvořák (ministr)
Ladislav Dvořák (* 8. srpna 1943 Proseč) je český manažer České exportní banky, bývalý československý politik Československé strany socialistické, její předseda na počátku 90. let, ministr vlády Československa v letech 1989–1990 a poslanec Sněmovny národů Federálního shromáždění na konci normalizace a po sametové revoluci.

## Biografie
Absolvoval Vysokou školu ekonomickou v Praze (Fakulta výrobně-ekonomická). Pak pracoval na ekonomických a řídících pozicích. V letech 1966–1989 byl vedoucím cenového oddělení podniku Transporta Chrudim.
Do listopadu 1989 působil v Chrudimi. Na konci normalizace ale začal působit i na celostátní politické scéně. Od 21. února 1987 zastával post člena předsednictva Ústředního výboru Čs. strany socialistické. Podle údajů k prosinci 1989 byl předsedou Krajského výboru ČSS ve Východočeském kraji a členem předsednictva ÚV ČSS.
Ve volbách roku 1986 zasedl za ČSS do české části Sněmovny národů (volební obvod č. 40 - Chrudim, Východočeský kraj). Ve Federálním shromáždění setrval do konce funkčního období, tedy do svobodných voleb roku 1990. Netýkal se ho proces kooptací do Federálního shromáždění po sametové revoluci.
Ještě v březnu 1989 loajálně hlasoval pro takzvaný pendrekový zákon, který měl komunistickému režimu umožnit razantnější zásahy proti opozici. Po sametové revoluci se v politice udržel. Od 3. prosince 1989 působil jako ministr vlády ČSSR pověřený řízením Federálního cenového úřadu ve vládě Ladislava Adamce. V lednu 1991 se stal předsedou Československé strany socialistické (funkci zastával do roku 1993).
Ve volbách roku 1992 byl zvolen do české části Sněmovny národů, kam kandidoval za formaci Liberálně sociální unie, do níž se Československá strana socialistická zapojila. Ve Federálním shromáždění setrval do zániku Československa v prosinci 1992. V 2. polovině roku 1992 se ještě zapojil do debat o budoucnosti Československa. 27. července 1992 se s ním v budově Federálního shromáždění sešel slovenský premiér Vladimír Mečiar. Schůzce byli přítomni ještě předsedové ČSSD Jiří Horák a Zemědělské strany František Trnka. Šlo o součást snah české opozice nedovolit rozpad státu, popřípadě ho podmínit vypsáním referenda. Schůzka neměla jasný výsledek. Pokračovala počátkem srpna, ale pro nesouhlas ODS musel pak Mečiar tyto sondáže mezi českou opozicí ukončit.
Od roku 1993 do roku 1994 stál v čele transformovaného podniku Melantrich, historicky napojeného na ČSS. Působil rovněž coby náměstek ministra financí a náměstek ministra průmyslu a obchodu. Od roku 1999 byl náměstkem generálního ředitele České exportní banky. Je také uváděn coby člen dozorčí rady Asociace malých a středních podnikatelů a živnostníků ČR.